# Estádio Milton de Souza Corrêa
O Estádio Estadual Milton de Souza Corrêa, também conhecido como "Zerão", é um estádio poliesportivo localizado em Macapá, capital do estado do Amapá. É normalmente usado para sediar partidas de futebol e shows.
O apelido da obra vem do fato de que a linha de meio-campo coincide exatamente com a linha imaginária do Equador (latitude zero), fazendo com que cada time jogue em um hemisfério - o que não ocorre na prática no sistema WGS84, devido a um erro de cálculo do Sistema Geodésico Brasileiro (SGB) na época da construção do local.

## Histórico
O "Zerão" foi fundado em 1990, sendo batizado formalmente apenas quatro anos depois, em 1994, em homenagem ao tricampeão mundial de Fórmula 1, Ayrton Senna, que falecera em 1° de maio daquele ano. Alguns meses depois, foi renomeado para Milton de Souza Corrêa. Desportista amapaense, presidente benemérito do Conselho Regional de Desportos (CRD), fundador do Guarany A. Clube e sócio-proprietário do EC Macapá, Corrêa faleceu em 18 de agosto de 1994, também vítima de acidente de carro.
Em 17 de outubro de 1990, ocorreu o primeiro jogo: Independente 1x0 Trem, válido pelo Copão da Amazônia. O primeiro tento, feito pelo atacante Miranda, ocorreu no hemisfério norte, tendo ganhado placa em 1995. No mesmo dia solene, a Seleção Brasileira de Masters jogou contra a Seleção Amapaense. Zico, então Ministro do Esporte, calçou as chuteiras e entrou em campo. O presidente Fernando Collor fez presença na cerimônia.
Chegou a ser chamado de "cemitério do futebol", no período de 2005 a 2014, quando o estádio fechou para reforma.
Foi reformado e reinaugurado no dia 15 de fevereiro de 2014. Na reinauguração do Zerão, a Seleção do Amapá venceu a equipe Carioca, em partida que contou com nomes conhecidos do futebol brasileiro.
Em 2015, após uma nova reestruturação, mais especificamente ao redor do campo, o estádio se transformou em complexo olímpico, com pista de atletismo e áreas de saltos e lançamentos. Zico, como em 1990, participou do evento da inauguração.